# Polymorphida
Polymorphida es un orden de acantocéfalos (filo Acanthocephala). Los adultos de estos platyzoos parásitos se alimentan principalmente de peces y aves acuáticas.
Este orden contiene 5 familias:
- Centrorhynchidae Van Cleave, 1916
- Isthomosacanthidae Smales, 2012
- Plagiorhynchidae Meyer, 1931
- Pyriprobosicidae
- Polymorphidae Meyer, 1931